# Stjepan Radić
Stjepan Radić, född 11 maj 1871 i Desno Trebarjevo i närheten av Sisak i dagens Kroatien, död 8 augusti 1928 i Zagreb (mördad), var en kroatisk politiker. Han grundade Kroatiska bondepartiet (Hrvatska seljačka stranka) 1905.

## Biografi
Stjepan Radić kom att bli politiskt ryktbar efter första världskriget då han vägrade att gå med på en union mellan Kroatien och kungariket Serbien utan garantier för kroatisk autonomi. Han vädjade den 24 november 1918 till en samling politiska delegater som skulle avgöra Kroatiens framtida öde. Han fruktade att Kroatiens intressen skulle åsidosättas i en serbdominerad union. Trots de kroatiska protesterna bildades den 1 december 1918 Serbernas, kroaternas och slovenernas kungarike. Den nybildade staten kom att motsvara dagens Bosnien och Hercegovina, Serbien, Kosovo, Montenegro, Nordmakedonien och lejonparten av Slovenien och Kroatien. Radićs parti tilldelades två platser i det provisoriska parlamentet men i protest vägrade partiet att inta dessa.
Den 8 mars 1919 offentliggjorde Kroatiska bondepartiet en resolution som innebar att man officiellt avvisade bildandet av Serbernas, kroaternas och slovenernas kungarike. Radićs parti hävdade att unionen inte hade något stöd hos den kroatiska befolkningen och att Kroatiens politiska intressen helt hade desavouerats. Resolutionen översattes till franska och publicerades utomlands vilket fick myndigheterna att besluta om arrestering av Radić och flera av hans partikolleger. Radić kom att sitta internerad i elva månader innan han i februari 1920 släpptes fri. I december samma år deklarerade Radić att kroaterna vägrade att låta sig styras av serber och huset Karadjordjevic. Kroatiska bondepartiet kom att få stora valframgångar i parlamentsvalen 1920 och 1923 men Radić valde att hålla sitt parti utanför parlamentsplatserna i protest mot serbernas centralstyrning. Detta fick dock till följd att den serbiske premiärministern Nikola Pašić kunde konsolidera makten och ytterligare stärka den serbdominerade regeringen.
Under 1923 företog Radić en lång utlandsvistelse med syfte att uppmärksamma Storbritannien, Österrike och Sovjetunionen på kroaternas trängda situation. Radić misstänktes ha umgåtts med sovjetiska kommunister och fängslades på nytt då han återkom till hemlandet. Efter att ha släppts från fängelset inledde Radić en tid av politiska förhandlingar som utmynnade i ett samarbete med det konservativa serbiska partiet Narodna radikalna stranka. I utbyte mot ökat inflytande tvingades Radić att erkänna den serbiska centralmakten och kungens ställning. Flera ledande kroater, bland andra författaren Ivo Andrić, avvisade den kroat-serbiska koalitionen. Stämningen i parlamentet kom med tiden att bli instabil; provokationer från båda sidor, inför sittande parlament, blev alltmer vanliga. Radić mordhotades i parlamentet och den 28 juni 1928 varnades han för att infinna sig i plenisalen. Radić vägrade att hörsamma varningen men försäkrade att han skulle hålla sig lugn.
Väl inne i plenisalen tog montenegrinen Puniša Račić, representant för Serbiska folkets radikala parti, till orda och piskade upp stämningen. En av Radićs partikolleger, Ivan Pernar, skrek en provokation mot Račić, varvid denne drog fram en revolver och sköt Pernar, Radić och flera andra medlemmar ur Kroatiska bondepartiet. Radić var dödligt sårad och avled den 8 augusti av sina sår.
Efter skotten i parlamentet följde starka etniska spänningar och den 6 januari 1929 avskaffade kung Alexander I konstitutionen, upplöste den folkvalda församlingen och utropade en kunglig diktatur.
Stjepan Radić har fått sitt sista vilorum på Mirogojkyrkogården i Zagreb.

## Arvet efter Radić
Radićs våldsamma död gjorde honom till martyr för den kroatiska bonde- och arbetarklassen och till en symbol för kroatisk patriotism.
Den kroatiska extremnationalistiska organisationen Ustaša, som grundades 1929, använde Radićs död som ett tecken på den serbiska överhögheten och som en förevändning för att förfölja och mörda serber.
Radić kom även att åberopas som en nationell förebild under 1970-talet. Många kroatiska städer har en gata eller ett torg uppkallat efter Radić.